# 142. pehotni polk (Italija)
142. pehotni polk Catanzaro (izvirno italijansko 142º Reggimento fanteria) je bil pehotni polk Kraljeve italijanske kopenske vojske.

## Zgodovina
Med prvo svetovno vojno je bil polk nastanjen na soški fronti in med drugo svetovno vojno je deloval v Severni Afriki.